# Римска провинция
Римска провинция е термин, който обозначава административно-териториална единица извън Апенинския полуостров в Древен Рим. До 294 г. от н.е.  провинцията е най-голямата единица в Римската империя.

## Етимология
Провинция идва от латински език (provincia) и е военно понятие, обозначаващо района на действие (империум) на даден генерал, определен му от Сената. Първите провинции, които не са острови, са с неясни граници и едва по време на късната Римска република границите им придобиват по-определени очертания.

## История
Първата римска провинция е Сицилия, завоювана след Първата пуническа война (241 г. пр. н.е.) и Сенатът решава тя да бъде управлявана от претор. Това означава, че се прилага граждански, а не военни закони (поне при нормална ситуация) и че магистратите, натоварени с управлението, служат ограничено време. Римляните продължават да се придържат към тези принципи и по-нататък, дори когато управителите не са претори.

### Републикански провинции
По време на републиката начело на провинцията стои губернатор с ранг консул или претор. Тези две висши магистратури дават голяма военна власт, която престава да е валидна едва пред портите на Рим. Консулите се избират всяка година от центуриатните комиции и са същинските органи на изпълнителната власт. Пряко подчинени на тях са квесторите – магистрати от по-нисък ранг – които отговарят за събирането на данъците. Преторите са също висши магистрати, макар че с по-нисък ранг от консулите, и те са начело на съдебната власт:с. 79.
Със завоюването на още територии чрез военна експанзия се образуват още провинции в съвременния смисъл на административни единици.. С нарастване на броя на провинциите започва да се усеща недостиг на управители и сроковете на служба на губернаторите често се удължават (prorogatio), а има случаи на овластяване и на редови граждани )privati), например Помпей Велики. Удължаванията подкопават принципите на Римската конституция за ежегодна смяна на магистратите и допринасят за натрупване на богатства и военна мощ у малцина, което допринася за прехода от република към имперска автокрация.

#### Част от римските провинции по време на републиката
1. Сицилия – 241 пр.н.е.
2. Сардиния и Корсика – 237 пр.н.е.
3. Далечна Испания (Бетика) – 197 пр.н.е.
4. Близка Испания (Тараконска Испания) – 197 г. пр.н.е.
5. Македония – 148 пр.н.е.
6. Африка – 146 пр.н.е.
7. Азия – 133 пр.н.е.
8. Нарбонска Галия – 120 пр.н.е.
9. Киликия – 92 пр.н.е.
10. Крит и Киренайка – 75 пр.н.е.
11. Понт и Витиния – ок. 70 пр.н.е.
12. Сирия и Палестина – 63 пр.н.е.
13. Лугдунска Галия – 52 пр.н.е.
14. Белгика – 52 г. пр.н.е.
15. Аквитания – 52 г. пр.н.е.
16. Нова Африка (Нумидия) – 46 пр.н.е.

### По време на принципата
Когато Октавиан Август преобразува републиката в империя, провинциите се разделят на сенатски и императорски. Общо взето, по-старите провинции от времето на Републиката стават сенатски и се управляват от проконсули, назначавани от Сената, както и преди. Самият Август става губернатор на почти всички провинции, където има легиони, и изпраща да ги управляват негови представители (легати). Така има два типа губернатори:
- Проконсули – обикновено те преди това са били претори. Те управляват сенатски провинции и тяхната служба трае обичайно 12 месеца. Само богатите провинции Азия и Африка имат право на проконсул, който преди това е бил консул.
- Пропретори (legati Augusti pro praetore) са управителите на имперските провинции, в които има армии. Обичайно срокът на тяхната служба е 36 месеца, макар че император Тиберий предпочита по-дълги срокове.

Съществува и трета група губернатори, които принадлежат към конническия елит, който по ранг следва непосредствено след сенаторите. Те управляват или незначителни провинции (като Юдея) или такива с огромно значение (като Египет). В първия случай постът е под достойнството на сенатор, а във втория императорът се опасява, че губернатор с ранг на сенатор ще придобие твърде голяма власт.

#### Част от римските провинции по време на принципата
1. Египет – 30 пр.н.е.
2. Илирик – 27 пр.н.е.
3. Ахая – 27 г. пр.н.е.
4. Галатия – 25 пр.н.е.
5. Лузитания – 19 пр.н.е.
6. Реция – 15 пр.н.е.
7. Норик – 15 г. пр.н.е.
8. Мизия – 15 г. пр.н.е.
9. Панония – 10 пр.н.е.
10. Далмация – 6 пр.н.е.
11. Горна Германия – 16 г. от н.е.
12. Долна Германия – 16 г. от н.е.
13. Кападокия – 17 г. от н.е.
14. Тингитанска Мавретания – 40 г. от н.е.
15. Цезарийска Мавретания – 40 г. от н.е.
16. Ликия и Памфилия – 43 г. от н.е.
17. Британия – 44 г. от н.е.
18. Тракия – 46 г. от н.е.
19. Арабия – 105 г. от н.е.
20. Дакия – 107 г. от н.е.

### Късна Римска империя
През 294 г. император Диоклециан предприема мащабна реорганизация на Римската империя, като въвежда тетрархия, за да преодолее кризата в Римската империя от III век. Римската империя е разделена на две половини, Западна и Източна, всяка от които се управлява от абсолютен монарх, наречен август (от латински: господар), и избран от него цезар, представляващ негов наместник (на 1/4 от империята) и официален наследник. Цезарят е можело да бъде свързан с августа не само чрез кръвно родство, но и чрез осиновяване. Тази система се въвежда с цел предотвратяване на граждански войни, подобни на тези в III век, но не постига тази цел.
В последното десетилетие на III век много от предишните провинции биват премахнати, заменени или раздробени, като са образувани почти сто провинции, сред които Италия. Губернаторите им са подредени йерархически, от проконсулите на Африка и Азия, през по-низшите рангове consularis и corrector до praeses. Последните се набират само от класата на конниците. Провинциите са групирани в 12 (по-късно броят нараства на 14) диоцеза, начело на които стои vicarius, наместник на императора. Единствено проконсулите на Рим (и по-късно Константинопол) са директно подчинени на тетрарсите.